# Parabatyle sanguiniventris
Parabatyle sanguiniventris is een keversoort uit de familie boktorren (Cerambycidae). De wetenschappelijke naam van de soort is voor het eerst geldig gepubliceerd in 1912 door Casey.